# Rio Laranjinha
Rio Laranjinha är ett vattendrag i Brasilien.   Det ligger i delstaten Paraná, i den södra delen av landet, 800 km söder om huvudstaden Brasília.
Omgivningen kring Rio Laranjinha består till största delen av jordbruksmark. Området är ganska tätbefolkat, med 90 invånare per kvadratkilometer.